# مونتيرو، بوليفيا
مونتيرو، بوليفيا هي مدينة، في بوليفيا، تقع في Obispo Santistevan Province ‏، بلغ عدد سكانها 90,837 نسمة.

## أعلام
- ألدو غونزاليس